# 浦安市運動公園総合体育館
浦安市運動公園総合体育館（うらやすしうんどうこうえんそうごうたいいくかん）は、千葉県浦安市の浦安市運動公園内にある総合体育館である。浦安市が施設を所有し、指定管理者として公益財団法人うらやす財団が運営・管理を行っている。

## 概要
浦安市スポーツ施設ネーミングライツ・パートナー契約により、同市のフットサルクラブ「バルドラール浦安フットボールサラ」がネーミングライツを取得し、2020年（令和2年）4月から「バルドラール浦安アリーナ」の呼称を用いている。
浦安市スポーツ施設ネーミングライツ・パートナー契約は、浦安スポーツネットワーク株式会社、株式会社ベイフットボール浦安、京葉ガーデン株式会社、株式会社ジェイコム千葉の4社によって締結されており、同運動公園内施設の浦安市運動公園陸上競技場は同市の社会人サッカークラブ「ブリオベッカ浦安・市川」がネーミングライツを取得し「ブリオベッカ浦安競技場」の呼称が用いられている。

## 施設概要
メインアリーナ
- 49m×37m
- 観客席固定1,010席・ロールバック784席・車椅子4席
- バスケットボール2面
- バレーボール4面
- バドミントン10面
- 卓球24面

サブアリーナ
- 36m×24m
- バスケットボール2面
- バレーボール3面
- バドミントン2面
- 卓球26面

## 定期開催
- 日本フットサルリーグ（Fリーグ）・バルドラール浦安フットボールサラの公式戦。
- 日本女子フットサルリーグ（女子Ｆリーグ）・バルドラール浦安ラス・ボニータスの公式戦。
- 千葉ジェッツの公式戦(2015年まで)
- アルティーリ千葉の公式戦

## アクセス
- 舞浜駅（JR東日本）より徒歩約10分[5]。
- 東京ディズニーシー・ステーション駅（ディズニーリゾートライン）より徒歩約10分[注 1]。
- 東京ベイシティ交通運動公園バス停下車すぐ。
- 首都高速湾岸線浦安出入口・舞浜入口